# Women's Surf Coast Classic
La Women's Surf Coast Classic és una cursa femenina de ciclisme d'un dia que es celebra a Austràlia des de l'any 2020. En la seva primera edició va portar el nom de Race Torquay Women. Està integrada dins el calendari femení de l'UCI com a cursa de categoria 1.1. des de l'any de la seva creació i es considera una cursa preparatòria per a la Cadel Evans Great Ocean Road Race.
Els anys 2021 i 2022 no es va disputar a causa de la COVID-19 i el 2024 es va disputar un critèrium anomenat Geelong Classic guanyat per Sofia Bertizzolo.

## Palmarès
| Any  | Vencedora      | Segona       | Tercera       |
| ---- | -------------- | ------------ | ------------- |
| 2020 | Brodie Chapman | Emily Roper  | Tayler Wiles  |
| 2025 | Ally Wollaston | Chloé Dygert | Georgia Baker |